# Reichstagswahl 1898
- SPD: 56
- DtVP: 8
- FVp: 29
- FVg: 13
- Unabh. Lib.: 3
- NLP: 48
- Minderheiten: 26
- BdL/BB: 11
- DHP: 9
- Z: 102
- DRP: 22
- Unabh. Kons.: 1
- DKP: 56
- Antisemiten: 13

Die Ergebnisse der Reichstagswahl nach Wahlkreisen. Die Nummerierung der Wahlkreise entspricht der der Tabelle.

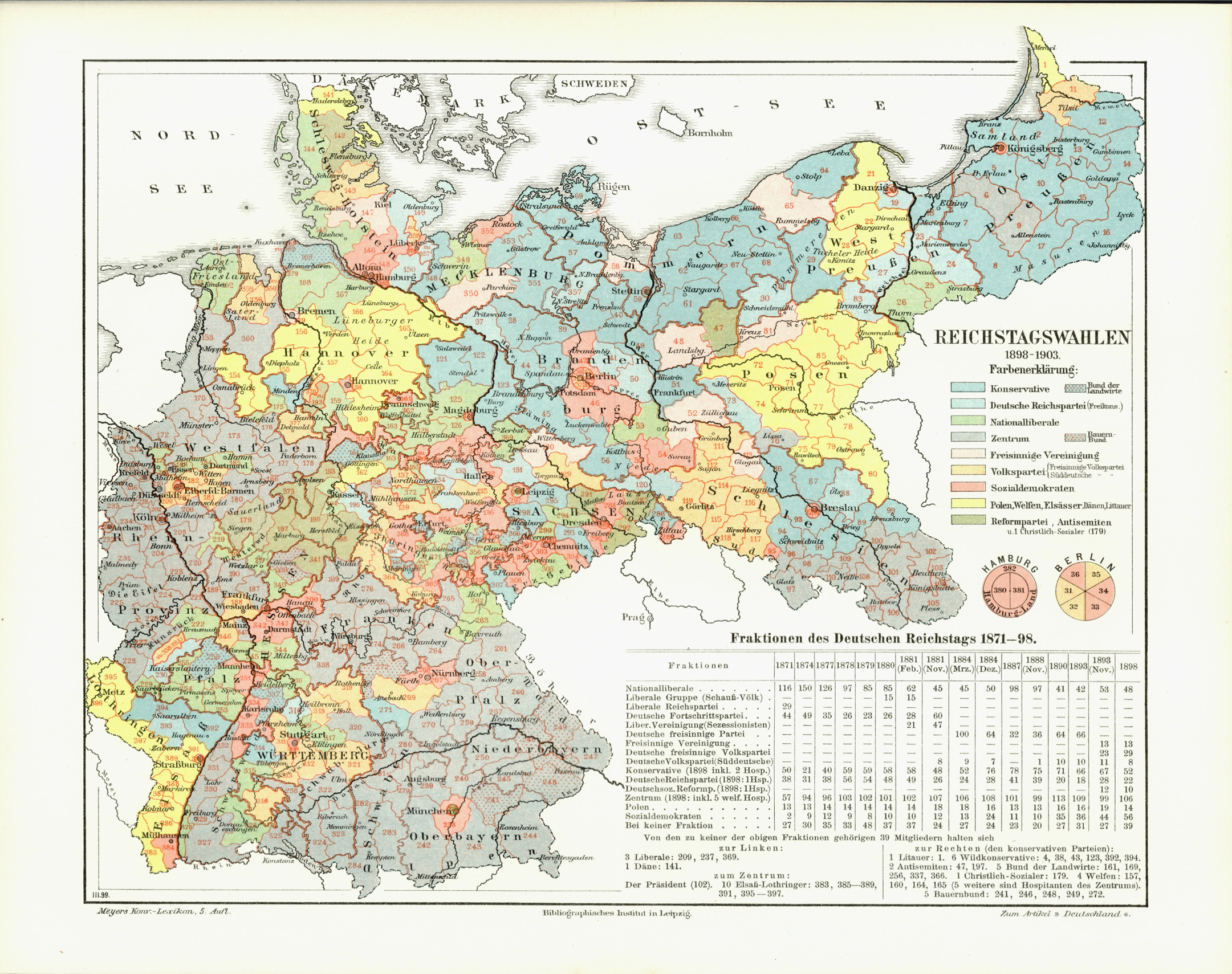
Ergebnisse der Reichstagswahl 1898 in einer historischen Karte (einschließlich späterer Nachwahlen)

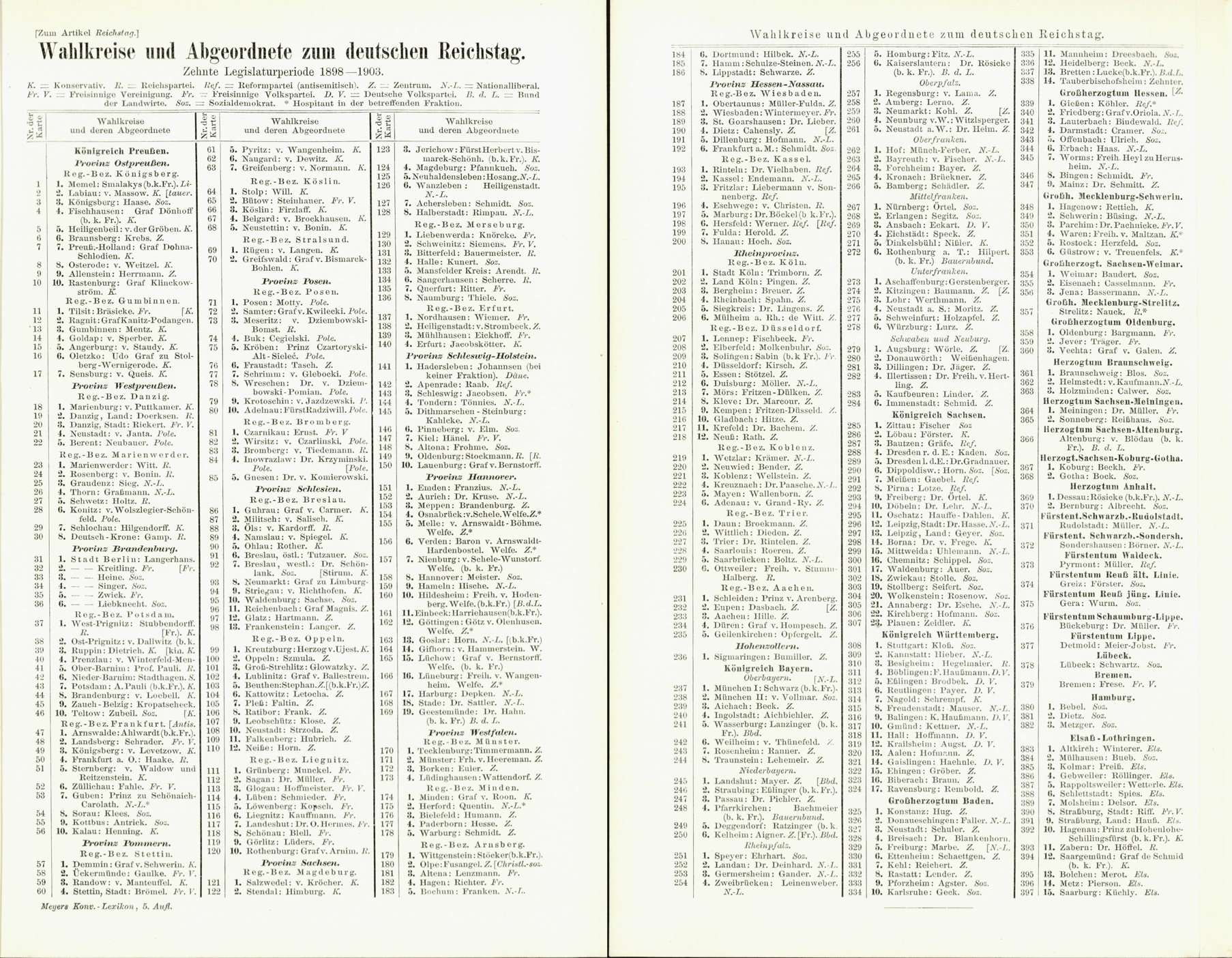
Auflistung der 397 gewählten Abgeordneten nach Wahlkreisen

Die Reichstagswahl 1898 war die Wahl zum 10. Deutschen Reichstag des Deutschen Kaiserreiches. Sie fand am 16. Juni 1898 statt.
Die Wahlbeteiligung lag bei etwa 68 % und damit etwas niedriger als bei der Reichstagswahl 1893.
Alle drei sogenannten „Kartellparteien“ (Deutschkonservative, Freikonservative und Nationalliberale) hatten Verluste hinzunehmen. Erneut bestätigte sich dagegen der seit der Reichsgründung bestehende und seit der Reichstagswahl 1890 zunehmende Trend zugunsten der Sozialdemokraten. Nach Stimmen waren sie erneut klar stärkste Partei. Durch die für sie ungünstige Wahlkreiseinteilung wurde sie aber nur zweitstärkste Fraktion hinter dem Zentrum, das tatsächlich rund 9 % hinter der SPD lag. Dennoch gewann es einige Sitze hinzu. Zum ersten und einzigen Mal bei einer Reichstagswahl wurde mit Jonas Smalakys ein Kandidat einer national-litauischen Partei im Wahlkreis Memel/Ostpreußen gewählt.
Die Regierung von Reichskanzler Chlodwig zu Hohenlohe-Schillingsfürst, der auf Leo von Caprivi gefolgt war, hatte sich allerdings schon in der vorherigen Legislaturperiode auf das Zentrum und auch auf „nationale“ Kräfte in der Freisinnigen Volkspartei gestützt. Auch im neuen Reichstag konnten Hohenlohe-Schillingsfürst und sein Nachfolger ab 1900 Bernhard von Bülow meist auf Zustimmung des Zentrums rechnen (Lex Arons, neues Zollgesetz 1902). In der Auseinandersetzung um die „Zuchthausvorlage“ 1900 gelang es dagegen den Sozialdemokraten und Liberalen erneut (wie schon bei der „Umsturzvorlage“ 1895), zusammen mit dem Zentrum ein „Sonderstrafrecht“ gegen Arbeiter, Gewerkschafter und Sozialdemokraten zu verhindern.
Wie bei den vorherigen Wahlen nahm die Zahl kleiner Interessenparteien zu. Auch die Antisemiten stabilisierten sich.

## Ergebnisse

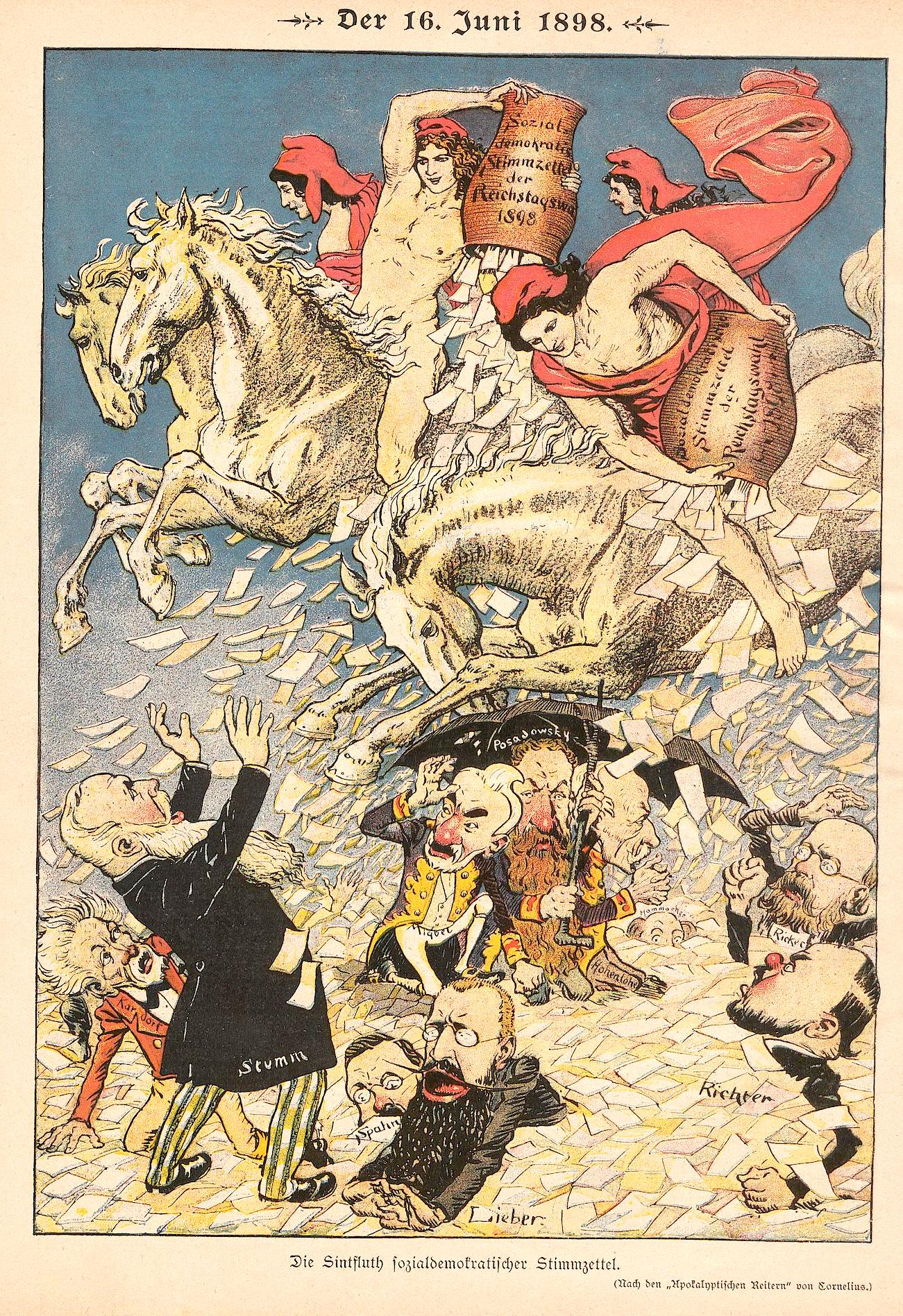
Die Sinthflut sozialdemokratischer Stimmzettel. Die in Form der apokalyptischen Reiter dargestellten Sozialisten überschwemmen die Vertreter der bürgerlichen Parteien mit sozialdemokratischen Stimmzetteln (aus Der wahre Jacob 1898)

| Politische Richtung    | Politische Richtung    | Parteien                         | Parteien | Wählerstimmen | Wählerstimmen | Wählerstimmen | Sitze im Reichstag | Sitze im Reichstag | Sitze im Reichstag |
| ---------------------- | ---------------------- | -------------------------------- | -------- | ------------- | ------------- | ------------- | ------------------ | ------------------ | ------------------ |
| Politische Richtung    | Politische Richtung    | Parteien                         | Parteien | in Mio.       | Anteil        | ggüb. 1893    | absolut            | Anteil             | ggüb. 1893         |
| Konservative           | Konservative           | Deutschkonservative Partei (DKP) |          | 0,859         | 11,1 %        | −2,4 %        | 56                 | 14,1 %             | −16 ▼              |
| Konservative           | Konservative           | Deutsche Reichspartei (DRP)      |          | 0,344         | 4,4 %         | −1,3 %        | 22                 | 5,5 %              | −6 ▼               |
| Konservative           | Konservative           | Unabhängige Konservative         |          | n/a           | n/a           | n/a           | 1                  | 0,3 %              | +1 ▲               |
| Liberale               | Rechts-                | Nationalliberale Partei (NLP)    |          | 0,971         | 12,5 %        | −0,5 %        | 48                 | 12,1 %             | −4 ▼               |
| Liberale               |                        | Unabhängige Liberale             |          | n/a           | n/a           | n/a           | 3                  | 0,8 %              | +1 ▲               |
| Liberale               | gemäßigt               | Freisinnige Vereinigung (FVg)    |          | 0,196         | 2,5 %         | −0,9 %        | 13                 | 3,2 %              | ±0 ▬               |
| Liberale               | Links-                 | Freisinnige Volkspartei (FVp)    |          | 0,558         | 7,2 %         | −1,5 %        | 29                 | 7,3 %              | +5 ▲               |
| Liberale               | Links-                 | Deutsche Volkspartei (DtVP)      |          | 0,109         | 1,4 %         | −0,8 %        | 8                  | 2,0 %              | −3 ▼               |
| Katholiken             | Katholiken             | Zentrumspartei                   |          | 1,455         | 18,8 %        | −0,3 %        | 102                | 25,7 %             | +6 ▲               |
| Sozialisten            | Sozialisten            | Sozialdemokraten (SPD)           |          | 2,107         | 27,2 %        | +3,9 %        | 56                 | 14,1 %             | +12 ▲              |
| Andere und Unabhängige | Andere und Unabhängige | Regionalparteien, Minderheiten1) |          | 0,407         | 6,1 %         | +0,1 %        | 35                 | 8,8 %              | ±0 ▬               |
| Andere und Unabhängige | Andere und Unabhängige | Bauernparteien/-bünde2)          |          | 0,251         | 3,2 %         | +2,3 %        | 11                 | 2,8 %              | +7 ▲               |
| Andere und Unabhängige | Andere und Unabhängige | Antisemitenparteien3)            |          | 0,284         | 3,7 %         | +0,3 %        | 13                 | 3,3 %              | −3 ▼               |
| Andere und Unabhängige | Andere und Unabhängige | Sonstige                         |          | 0,148         | 1,9 %         | +1,1 %        | -                  | -                  | ±0 ▬               |
| Gesamt                 | Gesamt                 | Gesamt                           | Gesamt   | 7,752         | 100 %         |               | 397                | 100 %              |                    |

Anmerkungen:
- 1) Sitze: Deutsch-Hannoversche Partei (DHP) 9 (+2), Polen 14 (−5), Dänen 1 (±0), Elsaß-Lothringer 10 (+2), Litauer 1 (+1)
- 2) Sitze: Bund der Landwirte (BdL) 6 (+6), Bayerischer Bauernbund (BB) 5 (+1)
- 3) Sitze: Deutschsoziale Reformpartei (DSRP) 10 (+10), Antisemitische Volkspartei (AVP) 2 (+2), Christlich-Soziale Partei (CSP) 1 (+1)

## Gewählte Abgeordnete nach Wahlkreisen
In jedem der insgesamt 397 Wahlkreise wurde nach absolutem Mehrheitswahlrecht ein Abgeordneter gewählt. Wenn kein Kandidat im ersten Wahlgang die absolute Mehrheit erreichte, wurde eine Stichwahl zwischen den beiden bestplatzierten Kandidaten durchgeführt. In den folgenden Tabellen werden die Wahlkreissieger und ihre im amtlichen Endergebnis genannte Parteistellung angegeben.

### Preußen
| Königreich Preußen                                    | Königreich Preußen                                                                  | Königreich Preußen                               | Königreich Preußen                               | Königreich Preußen                               |
| Provinz Ostpreußen – Regierungsbezirk Königsberg      | Provinz Ostpreußen – Regierungsbezirk Königsberg                                    | Provinz Ostpreußen – Regierungsbezirk Königsberg | Provinz Ostpreußen – Regierungsbezirk Königsberg | Provinz Ostpreußen – Regierungsbezirk Königsberg |
| ----------------------------------------------------- | ----------------------------------------------------------------------------------- | ------------------------------------------------ | ------------------------------------------------ | ------------------------------------------------ |
| 1                                                     | Memel, Heydekrug                                                                    | Jonas Smalakys                                   | Litauer                                          |                                                  |
| 2                                                     | Labiau, Wehlau                                                                      | Ludwig von Massow-Parnehnen                      | DKP                                              |                                                  |
| 3                                                     | Königsberg-Stadt                                                                    | Hugo Haase                                       | SPD                                              |                                                  |
| 4                                                     | Fischhausen, Königsberg-Land                                                        | August von Dönhoff                               | DKP                                              |                                                  |
| 5                                                     | Heiligenbeil, Preußisch-Eylau                                                       | Louis von der Groeben                            | DKP                                              |                                                  |
| 6                                                     | Braunsberg, Heilsberg                                                               | Cölestin Krebs                                   | Zentrum                                          |                                                  |
| 7                                                     | Preußisch-Holland, Mohrungen                                                        | Adolf zu Dohna-Schlodien                         | DKP                                              |                                                  |
| 8                                                     | Osterode i. Opr., Neidenburg                                                        | Reinhard Weitzel von Mudersbach                  | DKP                                              |                                                  |
| 9                                                     | Allenstein, Rößel                                                                   | Eduard Herrmann                                  | Zentrum                                          |                                                  |
| 10                                                    | Rastenburg, Friedland, Gerdauen                                                     | Clemens von Klinckowstroem                       | DKP                                              |                                                  |
| Provinz Ostpreußen – Regierungsbezirk Gumbinnen       |                                                                                     |                                                  |                                                  |                                                  |
| 1                                                     | Tilsit, Niederung                                                                   | Rudolf Braesicke                                 | FVp                                              |                                                  |
| 2                                                     | Ragnit, Pillkallen                                                                  | Hans von Kanitz                                  | DKP                                              |                                                  |
| 3                                                     | Gumbinnen, Insterburg                                                               | Julius Mentz                                     | DKP                                              |                                                  |
| 4                                                     | Stallupönen, Goldap, Darkehmen                                                      | Emil Victor von Sperber                          | DKP                                              |                                                  |
| 5                                                     | Angerburg, Lötzen                                                                   | Ludwig von Staudy                                | DKP                                              |                                                  |
| 6                                                     | Oletzko, Lyck, Johannisburg                                                         | Udo zu Stolberg-Wernigerode                      | DKP                                              |                                                  |
| 7                                                     | Sensburg, Ortelsburg                                                                | Julius von Queis                                 | DKP                                              |                                                  |
| Provinz Westpreußen – Regierungsbezirk Danzig         |                                                                                     |                                                  |                                                  |                                                  |
| 1                                                     | Marienburg, Elbing                                                                  | Bernhard von Puttkamer                           | DKP                                              |                                                  |
| 2                                                     | Danzig Land                                                                         | Franz Doerksen                                   | DRP                                              |                                                  |
| 3                                                     | Danzig Stadt                                                                        | Heinrich Rickert                                 | FVg                                              |                                                  |
| 4                                                     | Neustadt (Westpr.), Putzig, Karthaus                                                | Roman von Janta-Polczynski                       | Pole                                             |                                                  |
| 5                                                     | Berent, Preußisch Stargard, Dirschau                                                | Anton Neubauer                                   | Pole                                             |                                                  |
| Provinz Westpreußen – Regierungsbezirk Marienwerder   |                                                                                     |                                                  |                                                  |                                                  |
| 1                                                     | Marienwerder, Stuhm                                                                 | Karl Witt                                        | DRP                                              |                                                  |
| 2                                                     | Rosenberg (Westpr.), Löbau                                                          | Eckart von Bonin                                 | DRP                                              |                                                  |
| 3                                                     | Graudenz, Strasburg (Westpr.)                                                       | Julius Sieg                                      | NLP                                              |                                                  |
| 4                                                     | Thorn, Kulm, Briesen                                                                | Ferdinand Graßmann                               | NLP                                              |                                                  |
| 5                                                     | Schwetz                                                                             | Otto Holtz                                       | DRP                                              |                                                  |
| 6                                                     | Konitz, Tuchel                                                                      | Wladislaus von Wolszlegier                       | Pole                                             |                                                  |
| 7                                                     | Schlochau, Flatow                                                                   | Robert Hilgendorff                               | DKP                                              |                                                  |
| 8                                                     | Deutsch-Krone                                                                       | Karl von Gamp-Massaunen                          | DRP                                              |                                                  |
| Berlin                                                |                                                                                     |                                                  |                                                  |                                                  |
| 1                                                     | Alt-Berlin, Cölln, Friedrichswerder, Dorotheenstadt, Friedrichstadt-Nord            | Paul Langerhans                                  | FVp                                              |                                                  |
| 2                                                     | Schöneberger Vorstadt, Friedrichsvorstadt, Tempelhofer Vorstadt, Friedrichstadt-Süd | Robert Kreitling                                 | FVp                                              |                                                  |
| 3                                                     | Luisenstadt diesseits des Kanals, Neu-Cölln                                         | Wolfgang Heine                                   | SPD                                              |                                                  |
| 4                                                     | Luisenstadt jenseits des Kanals, Stralauer Vorstadt, Königsstadt-Ost                | Paul Singer                                      | SPD                                              |                                                  |
| 5                                                     | Spandauer Vorstadt, Friedrich-Wilhelm-Stadt, Königsstadt-West                       | Hermann Zwick                                    | FVp                                              |                                                  |
| 6                                                     | Wedding, Gesundbrunnen, Moabit, Oranienburger Vorstadt, Rosenthaler Vorstadt        | Wilhelm Liebknecht                               | SPD                                              |                                                  |
| Provinz Brandenburg – Regierungsbezirk Potsdam        |                                                                                     |                                                  |                                                  |                                                  |
| 1                                                     | Westprignitz                                                                        | Hans Stubbendorff                                | DRP                                              |                                                  |
| 2                                                     | Ostprignitz                                                                         | Sigismund von Dallwitz                           | DKP                                              |                                                  |
| 3                                                     | Ruppin, Templin                                                                     | Hermann Dietrich                                 | DKP                                              |                                                  |
| 4                                                     | Prenzlau, Angermünde                                                                | Ulrich von Winterfeldt                           | DKP                                              |                                                  |
| 5                                                     | Oberbarnim                                                                          | Moritz Pauli                                     | DRP                                              |                                                  |
| 6                                                     | Niederbarnim, Lichtenberg                                                           | Arthur Stadthagen                                | SPD                                              |                                                  |
| 7                                                     | Potsdam, Osthavelland, Spandau                                                      | August Pauli                                     | DKP                                              |                                                  |
| 8                                                     | Brandenburg an der Havel, Westhavelland                                             | Friedrich Wilhelm von Loebell                    | DKP                                              |                                                  |
| 9                                                     | Zauch-Belzig, Jüterbog-Luckenwalde                                                  | Hermann Kropatscheck                             | DKP                                              |                                                  |
| 10                                                    | Teltow, Beeskow-Storkow, Charlottenburg, Schöneberg, Neukölln, Wilmersdorf          | Fritz Zubeil                                     | SPD                                              |                                                  |
| Provinz Brandenburg – Regierungsbezirk Frankfurt      |                                                                                     |                                                  |                                                  |                                                  |
| 1                                                     | Arnswalde, Friedeberg                                                               | Hermann Ahlwardt                                 | Antisemiten (AVP)                                |                                                  |
| 2                                                     | Landsberg (Warthe), Soldin                                                          | Karl Schrader                                    | FVg                                              |                                                  |
| 3                                                     | Königsberg (Neumark)                                                                | Albert von Levetzow                              | DKP                                              |                                                  |
| 4                                                     | Frankfurt (Oder), Lebus                                                             | Gustav Haake                                     | DRP                                              |                                                  |
| 5                                                     | Oststernberg, Weststernberg                                                         | Karl von Waldow und Reitzenstein                 | DKP                                              |                                                  |
| 6                                                     | Züllichau-Schwiebus, Crossen                                                        | Clemens Fahle                                    | FVg                                              |                                                  |
| 7                                                     | Guben, Lübben                                                                       | Heinrich zu Schoenaich-Carolath                  | NLP                                              |                                                  |
| 8                                                     | Sorau, Forst                                                                        | Wilhelm Klees                                    | SPD                                              |                                                  |
| 9                                                     | Cottbus, Spremberg                                                                  | Otto Antrick                                     | SPD                                              |                                                  |
| 10                                                    | Calau, Luckau                                                                       | Adolf Wilhelm Henning                            | DKP                                              |                                                  |
| Provinz Pommern – Regierungsbezirk Stettin            |                                                                                     |                                                  |                                                  |                                                  |
| 1                                                     | Demmin, Anklam                                                                      | Hans von Schwerin-Löwitz                         | DKP                                              |                                                  |
| 2                                                     | Ueckermünde, Usedom-Wollin                                                          | Max Gaulke                                       | FVg                                              |                                                  |
| 3                                                     | Randow, Greifenhagen                                                                | Heinrich von Manteuffel                          | DKP                                              |                                                  |
| 4                                                     | Stettin                                                                             | Max Broemel                                      | FVg                                              |                                                  |
| 5                                                     | Pyritz, Saatzig                                                                     | Conrad von Wangenheim                            | BdL                                              |                                                  |
| 6                                                     | Naugard, Regenwalde                                                                 | Hermann von Dewitz                               | DKP                                              |                                                  |
| 7                                                     | Greifenberg, Kammin                                                                 | Oskar von Normann                                | DKP                                              |                                                  |
| Provinz Pommern – Regierungsbezirk Köslin             |                                                                                     |                                                  |                                                  |                                                  |
| 1                                                     | Stolp, Lauenburg in Pommern                                                         | Arthur Will                                      | DKP                                              |                                                  |
| 2                                                     | Bütow, Rummelsburg, Schlawe                                                         | Wilhelm Steinhauer                               | FVg                                              |                                                  |
| 3                                                     | Köslin, Kolberg-Körlin, Bublitz                                                     | Karl Firzlaff                                    | DKP                                              |                                                  |
| 4                                                     | Belgard, Schivelbein, Dramburg                                                      | Eugen von Brockhausen                            | DKP                                              |                                                  |
| 5                                                     | Neustettin                                                                          | Bogislav von Bonin                               | DKP                                              |                                                  |
| Provinz Pommern – Regierungsbezirk Stralsund          |                                                                                     |                                                  |                                                  |                                                  |
| 1                                                     | Rügen, Stralsund, Franzburg                                                         | Friedrich von Langen                             | DKP                                              |                                                  |
| 2                                                     | Greifswald, Grimmen                                                                 | Friedrich Karl von Bismarck-Bohlen               | DKP                                              |                                                  |
| Provinz Posen – Regierungsbezirk Posen                |                                                                                     |                                                  |                                                  |                                                  |
| 1                                                     | Posen                                                                               | Stanislaus Motty                                 | Pole                                             |                                                  |
| 2                                                     | Samter, Birnbaum, Obornik, Schwerin (Warthe)                                        | Hektor von Kwilecki                              | Pole                                             |                                                  |
| 3                                                     | Meseritz, Bomst                                                                     | Stephan von Dziembowski-Bomst                    | DRP                                              |                                                  |
| 4                                                     | Buk, Schmiegel, Kosten                                                              | Stephan Cegielski                                | Pole                                             |                                                  |
| 5                                                     | Gostyn, Rawitsch                                                                    | Idzizlaw von Czartoryski                         | Pole                                             |                                                  |
| 6                                                     | Fraustadt, Lissa                                                                    | Anton Tasch                                      | Zentrum                                          |                                                  |
| 7                                                     | Schrimm, Schroda                                                                    | Josef von Glebocki                               | Pole                                             |                                                  |
| 8                                                     | Wreschen, Pleschen, Jarotschin                                                      | Sigismund von Dziembowski-Pomian                 | Pole                                             |                                                  |
| 9                                                     | Krotoschin, Koschmin                                                                | Ludwig von Jazdzewski                            | Pole                                             |                                                  |
| 10                                                    | Adelnau, Schildberg, Ostrowo, Kempen in Posen                                       | Ferdinand von Radziwill                          | Pole                                             |                                                  |
| Provinz Posen – Regierungsbezirk Bromberg             |                                                                                     |                                                  |                                                  |                                                  |
| 1                                                     | Czarnikau, Filehne, Kolmar in Posen                                                 | Albert Ernst                                     | FVg                                              |                                                  |
| 2                                                     | Wirsitz, Schubin, Znin                                                              | Leon von Czarlinski                              | Pole                                             |                                                  |
| 3                                                     | Bromberg                                                                            | Christoph von Tiedemann                          | DRP                                              |                                                  |
| 4                                                     | Inowrazlaw, Mogilno, Strelno                                                        | Josef Krzyminski                                 | Pole                                             |                                                  |
| 5                                                     | Gnesen, Wongrowitz, Witkowo                                                         | Roman von Komierowski                            | Pole                                             |                                                  |
| Provinz Schlesien – Regierungsbezirk Breslau          |                                                                                     |                                                  |                                                  |                                                  |
| 1                                                     | Guhrau, Steinau, Wohlau                                                             | Friedrich von Carmer-Osten                       | DKP                                              |                                                  |
| 2                                                     | Militsch, Trebnitz                                                                  | Heinrich von Salisch                             | DKP                                              |                                                  |
| 3                                                     | Groß Wartenberg, Oels                                                               | Wilhelm von Kardorff                             | DRP                                              |                                                  |
| 4                                                     | Namslau, Brieg                                                                      | Fedor von Spiegel                                | DKP                                              |                                                  |
| 5                                                     | Ohlau, Strehlen, Nimptsch                                                           | Robert Rother                                    | DKP                                              |                                                  |
| 6                                                     | Breslau-Ost                                                                         | Franz Tutzauer                                   | SPD                                              |                                                  |
| 7                                                     | Breslau-West                                                                        | Bruno Schönlank                                  | SPD                                              |                                                  |
| 8                                                     | Neumarkt, Breslau-Land                                                              | Friedrich zu Limburg-Stirum                      | DKP                                              |                                                  |
| 9                                                     | Striegau, Schweidnitz                                                               | Karl von Richthofen-Damsdorf                     | DKP                                              |                                                  |
| 10                                                    | Waldenburg                                                                          | Hermann Sachse                                   | SPD                                              |                                                  |
| 11                                                    | Reichenbach, Neurode                                                                | Anton Franz von Magnis                           | Zentrum                                          |                                                  |
| 12                                                    | Glatz, Habelschwerdt                                                                | Franz Hartmann                                   | Zentrum                                          |                                                  |
| 13                                                    | Frankenstein, Münsterberg                                                           | Adolph Langer                                    | Zentrum                                          |                                                  |
| Provinz Schlesien – Regierungsbezirk Oppeln           |                                                                                     |                                                  |                                                  |                                                  |
| 1                                                     | Kreuzburg, Rosenberg O.S.                                                           | Christian Kraft zu Hohenlohe-Öhringen            | DKP                                              |                                                  |
| 2                                                     | Oppeln                                                                              | Julius Szmula                                    | Zentrum                                          |                                                  |
| 3                                                     | Groß Strehlitz, Kosel                                                               | Joseph Glowatzki                                 | Zentrum                                          |                                                  |
| 4                                                     | Lublinitz, Tost-Gleiwitz                                                            | Franz von Ballestrem                             | Zentrum                                          |                                                  |
| 5                                                     | Beuthen, Tarnowitz                                                                  | Bernhard Karl Stephan                            | Zentrum                                          |                                                  |
| 6                                                     | Kattowitz, Zabrze                                                                   | Paul Letocha                                     | Zentrum                                          |                                                  |
| 7                                                     | Pleß, Rybnik                                                                        | Joseph Faltin                                    | Zentrum                                          |                                                  |
| 8                                                     | Ratibor                                                                             | Wilhelm Frank                                    | Zentrum                                          |                                                  |
| 9                                                     | Leobschütz                                                                          | Florian Klose                                    | Zentrum                                          |                                                  |
| 10                                                    | Neustadt O.S.                                                                       | Franz Strzoda                                    | Zentrum                                          |                                                  |
| 11                                                    | Falkenberg O.S., Grottkau                                                           | Alfred Hubrich                                   | Zentrum                                          |                                                  |
| 12                                                    | Neisse                                                                              | Albert Horn                                      | Zentrum                                          |                                                  |
| Provinz Schlesien – Regierungsbezirk Liegnitz         |                                                                                     |                                                  |                                                  |                                                  |
| 1                                                     | Grünberg, Freystadt                                                                 | August Munckel                                   | FVp                                              |                                                  |
| 2                                                     | Sagan, Sprottau                                                                     | Hermann Müller                                   | FVp                                              |                                                  |
| 3                                                     | Glogau                                                                              | August Hoffmeister                               | FVg                                              |                                                  |
| 4                                                     | Lüben, Bunzlau                                                                      | Philipp Schmieder                                | FVp                                              |                                                  |
| 5                                                     | Löwenberg                                                                           | Julius Kopsch                                    | FVp                                              |                                                  |
| 6                                                     | Liegnitz, Goldberg-Haynau                                                           | Gustav Kauffmann                                 | FVp                                              |                                                  |
| 7                                                     | Landeshut, Jauer, Bolkenhain                                                        | Otto Hermes                                      | FVp                                              |                                                  |
| 8                                                     | Schönau, Hirschberg                                                                 | Carl Blell                                       | FVp                                              |                                                  |
| 9                                                     | Görlitz, Lauban                                                                     | Erwin Lüders                                     | FVp                                              |                                                  |
| 10                                                    | Rothenburg (Oberlausitz), Hoyerswerda                                               | Traugott von Arnim                               | DRP                                              |                                                  |
| Provinz Sachsen – Regierungsbezirk Magdeburg          |                                                                                     |                                                  |                                                  |                                                  |
| 1                                                     | Salzwedel, Gardelegen                                                               | Jordan von Kröcher                               | DKP                                              |                                                  |
| 2                                                     | Stendal, Osterburg                                                                  | Ernst Himburg                                    | DKP                                              |                                                  |
| 3                                                     | Jerichow I, Jerichow II                                                             | Herbert von Bismarck                             | unbestimmt konservativ                           |                                                  |
| 4                                                     | Magdeburg                                                                           | Wilhelm Pfannkuch                                | SPD                                              |                                                  |
| 5                                                     | Neuhaldensleben, Wolmirstedt                                                        | Jacob Hosang                                     | NLP                                              |                                                  |
| 6                                                     | Wanzleben                                                                           | Carl Heiligenstadt                               | NLP                                              |                                                  |
| 7                                                     | Aschersleben, Quedlinburg, Calbe an der Saale                                       | Albert Schmidt                                   | SPD                                              |                                                  |
| 8                                                     | Halberstadt, Oschersleben, Wernigerode                                              | Hans Rimpau                                      | NLP                                              |                                                  |
| Provinz Sachsen – Regierungsbezirk Merseburg          |                                                                                     |                                                  |                                                  |                                                  |
| 1                                                     | Liebenwerda, Torgau                                                                 | Gustav Knörcke                                   | FVp                                              |                                                  |
| 2                                                     | Schweinitz, Wittenberg                                                              | Georg Siemens                                    | FVg                                              |                                                  |
| 3                                                     | Bitterfeld, Delitzsch                                                               | Louis Bauermeister                               | DRP                                              |                                                  |
| 4                                                     | Halle (Saale), Saalkreis                                                            | Fritz Kunert                                     | SPD                                              |                                                  |
| 5                                                     | Mansfelder Seekreis, Mansfelder Gebirgskreis                                        | Otto Arendt                                      | DRP                                              |                                                  |
| 6                                                     | Sangerhausen, Eckartsberga                                                          | Karl Scherre                                     | DRP                                              |                                                  |
| 7                                                     | Querfurt, Merseburg                                                                 | Franz Carl Ritter                                | FVp                                              |                                                  |
| 8                                                     | Naumburg, Weißenfels, Zeitz                                                         | Friedrich Adolf Thiele                           | SPD                                              |                                                  |
| Provinz Sachsen – Regierungsbezirk Erfurt             |                                                                                     |                                                  |                                                  |                                                  |
| 1                                                     | Nordhausen, Hohenstein                                                              | Otto Wiemer                                      | FVp                                              |                                                  |
| 2                                                     | Heiligenstadt, Worbis                                                               | Josef von Strombeck                              | Zentrum                                          |                                                  |
| 3                                                     | Mühlhausen, Langensalza, Weißensee                                                  | Richard Eickhoff                                 | FVp                                              |                                                  |
| 4                                                     | Erfurt, Schleusingen, Ziegenrück                                                    | Johannes Jacobskötter                            | DKP                                              |                                                  |
| Provinz Schleswig-Holstein                            |                                                                                     |                                                  |                                                  |                                                  |
| 1                                                     | Hadersleben, Sonderburg                                                             | Gustav Johannsen                                 | Däne                                             |                                                  |
| 2                                                     | Apenrade, Flensburg                                                                 | Friedrich Raab                                   | Antisemiten (DSRP)                               |                                                  |
| 3                                                     | Schleswig, Eckernförde                                                              | Adolf Jacobsen                                   | FVp                                              |                                                  |
| 4                                                     | Tondern, Husum, Eiderstedt                                                          | Gert Tönnies                                     | NLP                                              |                                                  |
| 5                                                     | Dithmarschen, Steinburg                                                             | Hermann Kahlcke                                  | NLP                                              |                                                  |
| 6                                                     | Pinneberg, Segeberg                                                                 | Adolph von Elm                                   | SPD                                              |                                                  |
| 7                                                     | Kiel, Rendsburg                                                                     | Albert Hänel                                     | FVg                                              |                                                  |
| 8                                                     | Altona, Stormarn                                                                    | Karl Frohme                                      | SPD                                              |                                                  |
| 9                                                     | Oldenburg in Holstein, Plön                                                         | Hermann Stockmann                                | DRP                                              |                                                  |
| 10                                                    | Herzogtum Lauenburg                                                                 | Andreas von Bernstorff                           | DRP                                              |                                                  |
| Provinz Hannover                                      |                                                                                     |                                                  |                                                  |                                                  |
| 1                                                     | Emden, Norden, Weener                                                               | Folkmar Franzius                                 | NLP                                              |                                                  |
| 2                                                     | Aurich, Wittmund, Leer                                                              | Ernst Kruse                                      | NLP                                              |                                                  |
| 3                                                     | Meppen, Lingen, Bentheim, Aschendorf, Hümmling                                      | Carl Brandenburg                                 | Zentrum                                          |                                                  |
| 4                                                     | Osnabrück, Bersenbrück, Iburg                                                       | Balduin von Schele-Schelenburg                   | DHP                                              |                                                  |
| 5                                                     | Melle, Diepholz, Wittlage, Sulingen, Stolzenau                                      | Werner von Arnswaldt                             | DHP                                              |                                                  |
| 6                                                     | Syke, Verden                                                                        | Hermann von Arnswaldt                            | DHP                                              |                                                  |
| 7                                                     | Nienburg, Neustadt am Rübenberge, Fallingbostel                                     | Georg von der Decken                             | DHP                                              |                                                  |
| 8                                                     | Hannover                                                                            | Heinrich Meister                                 | SPD                                              |                                                  |
| 9                                                     | Hameln, Linden, Springe                                                             | Heinrich Hische                                  | NLP                                              |                                                  |
| 10                                                    | Hildesheim, Marienburg, Alfeld (Leine), Gronau                                      | Hermann von Hodenberg                            | DHP                                              |                                                  |
| 11                                                    | Einbeck, Northeim, Osterode am Harz, Uslar                                          | Albert Harriehausen                              | BdL                                              |                                                  |
| 12                                                    | Göttingen, Duderstadt, Münden                                                       | Karl Götz von Olenhusen                          | DHP                                              |                                                  |
| 13                                                    | Goslar, Zellerfeld, Ilfeld                                                          | Hermann Horn                                     | NLP                                              |                                                  |
| 14                                                    | Gifhorn, Celle, Peine, Burgdorf                                                     | Ernst August von Hammerstein                     | DHP                                              |                                                  |
| 15                                                    | Lüchow, Uelzen, Dannenberg, Bleckede                                                | Berthold von Bernstorff                          | DHP                                              |                                                  |
| 16                                                    | Lüneburg, Soltau, Winsen (Luhe)                                                     | Adolf von Wangenheim-Wake                        | DHP                                              |                                                  |
| 17                                                    | Harburg, Rotenburg in Hannover, Zeven                                               | Johann Depken                                    | NLP                                              |                                                  |
| 18                                                    | Stade, Geestemünde, Bremervörde, Osterholz                                          | Carl Sattler                                     | NLP                                              |                                                  |
| 19                                                    | Neuhaus (Oste), Hadeln, Lehe, Kehdingen, Jork                                       | Diederich Hahn                                   | BdL                                              |                                                  |
| Provinz Westfalen – Regierungsbezirk Münster          |                                                                                     |                                                  |                                                  |                                                  |
| 1                                                     | Tecklenburg, Steinfurt, Ahaus                                                       | Carl Timmerman                                   | Zentrum                                          |                                                  |
| 2                                                     | Münster, Coesfeld                                                                   | Clemens Heereman von Zuydwyck                    | Zentrum                                          |                                                  |
| 3                                                     | Borken, Recklinghausen                                                              | Jakob Euler                                      | Zentrum                                          |                                                  |
| 4                                                     | Lüdinghausen, Beckum, Warendorf                                                     | Heinrich Wattendorf                              | Zentrum                                          |                                                  |
| Provinz Westfalen – Regierungsbezirk Minden           |                                                                                     |                                                  |                                                  |                                                  |
| 1                                                     | Minden, Lübbecke                                                                    | Waldemar von Roon                                | DKP                                              |                                                  |
| 2                                                     | Herford, Halle (Westfalen)                                                          | Ludwig Quentin                                   | NLP                                              |                                                  |
| 3                                                     | Bielefeld, Wiedenbrück                                                              | Heinrich Humann                                  | Zentrum                                          |                                                  |
| 4                                                     | Paderborn, Büren                                                                    | Heinrich Hesse                                   | Zentrum                                          |                                                  |
| 5                                                     | Höxter, Warburg                                                                     | Otto Schmidt                                     | Zentrum                                          |                                                  |
| Provinz Westfalen – Regierungsbezirk Arnsberg         |                                                                                     |                                                  |                                                  |                                                  |
| 1                                                     | Wittgenstein, Siegen, Biedenkopf                                                    | Adolf Stoecker                                   | Antisemiten (CSP)                                |                                                  |
| 2                                                     | Olpe, Arnsberg, Meschede                                                            | Johannes Fusangel                                | Zentrum                                          |                                                  |
| 3                                                     | Altena, Iserlohn, Lüdenscheid                                                       | Julius Lenzmann                                  | FVp                                              |                                                  |
| 4                                                     | Hagen, Schwelm, Witten                                                              | Eugen Richter                                    | FVp                                              |                                                  |
| 5                                                     | Bochum, Gelsenkirchen, Hattingen, Herne                                             | Hermann Franken                                  | NLP                                              |                                                  |
| 6                                                     | Dortmund, Hörde                                                                     | Alexander Hilbck                                 | NLP                                              |                                                  |
| 7                                                     | Hamm, Soest                                                                         | Heinrich Schulze-Steinen                         | NLP                                              |                                                  |
| 8                                                     | Lippstadt, Brilon                                                                   | Wilhelm Schwarze                                 | Zentrum                                          |                                                  |
| Provinz Hessen-Nassau – Regierungsbezirk Wiesbaden    |                                                                                     |                                                  |                                                  |                                                  |
| 1                                                     | Obertaunus, Höchst, Usingen                                                         | Richard Müller                                   | Zentrum                                          |                                                  |
| 2                                                     | Wiesbaden, Rheingau, Untertaunus                                                    | Louis Wintermeyer                                | FVp                                              |                                                  |
| 3                                                     | St. Goarshausen, Unterwesterwald                                                    | Ernst Lieber                                     | Zentrum                                          |                                                  |
| 4                                                     | Limburg, Oberlahnkreis, Unterlahnkreis                                              | Peter Cahensly                                   | Zentrum                                          |                                                  |
| 5                                                     | Dillkreis, Oberwesterwald                                                           | Heinrich Hofmann                                 | NLP                                              |                                                  |
| 6                                                     | Frankfurt am Main                                                                   | Wilhelm Schmidt                                  | SPD                                              |                                                  |
| Provinz Hessen-Nassau – Regierungsbezirk Kassel       |                                                                                     |                                                  |                                                  |                                                  |
| 1                                                     | Rinteln, Hofgeismar, Wolfhagen                                                      | Georg Wilhelm Vielhaben                          | Antisemiten (DSRP)                               |                                                  |
| 2                                                     | Kassel, Melsungen                                                                   | Friedrich Carl Endemann                          | NLP                                              |                                                  |
| 3                                                     | Fritzlar, Homberg, Ziegenhain                                                       | Max Liebermann von Sonnenberg                    | Antisemiten (DSRP)                               |                                                  |
| 4                                                     | Eschwege, Schmalkalden, Witzenhausen                                                | Hermann von Christen                             | DRP                                              |                                                  |
| 5                                                     | Marburg, Frankenberg, Kirchhain                                                     | Otto Böckel                                      | Antisemiten (AVP)                                |                                                  |
| 6                                                     | Hersfeld, Rotenburg (Fulda), Hünfeld                                                | Ludwig Werner                                    | Antisemiten (DSRP)                               |                                                  |
| 7                                                     | Fulda, Schlüchtern, Gersfeld                                                        | Carl Herold                                      | Zentrum                                          |                                                  |
| 8                                                     | Hanau, Gelnhausen                                                                   | Gustav Hoch                                      | SPD                                              |                                                  |
| Rheinprovinz – Regierungsbezirk Köln                  |                                                                                     |                                                  |                                                  |                                                  |
| 1                                                     | Köln-Stadt                                                                          | Karl Trimborn                                    | Zentrum                                          |                                                  |
| 2                                                     | Köln-Land                                                                           | Theodor Pingen                                   | Zentrum                                          |                                                  |
| 3                                                     | Bergheim (Erft), Euskirchen                                                         | Johann Adolf Breuer                              | Zentrum                                          |                                                  |
| 4                                                     | Rheinbach, Bonn                                                                     | Peter Spahn                                      | Zentrum                                          |                                                  |
| 5                                                     | Siegkreis, Waldbröl                                                                 | Joseph Lingens                                   | Zentrum                                          |                                                  |
| 6                                                     | Mülheim am Rhein, Gummersbach, Wipperfürth                                          | Hermann de Witt                                  | Zentrum                                          |                                                  |
| Rheinprovinz – Regierungsbezirk Düsseldorf            |                                                                                     |                                                  |                                                  |                                                  |
| 1                                                     | Remscheid, Lennep, Mettmann                                                         | Otto Fischbeck                                   | FVp                                              |                                                  |
| 2                                                     | Elberfeld, Barmen                                                                   | Hermann Molkenbuhr                               | SPD                                              |                                                  |
| 3                                                     | Solingen                                                                            | Louis Sabin                                      | unbestimmt liberal                               |                                                  |
| 4                                                     | Düsseldorf                                                                          | Theodor Kirsch                                   | Zentrum                                          |                                                  |
| 5                                                     | Essen                                                                               | Gerhard Stötzel                                  | Zentrum                                          |                                                  |
| 6                                                     | Duisburg, Mülheim an der Ruhr, Ruhrort, Oberhausen                                  | Theodor Möller                                   | NLP                                              |                                                  |
| 7                                                     | Moers, Rees                                                                         | Karl Fritzen                                     | Zentrum                                          |                                                  |
| 8                                                     | Kleve, Geldern                                                                      | Eduard Marcour                                   | Zentrum                                          |                                                  |
| 9                                                     | Kempen                                                                              | Aloys Fritzen                                    | Zentrum                                          |                                                  |
| 10                                                    | Gladbach                                                                            | Franz Hitze                                      | Zentrum                                          |                                                  |
| 11                                                    | Krefeld                                                                             | Karl Bachem                                      | Zentrum                                          |                                                  |
| 12                                                    | Neuss, Grevenbroich                                                                 | Balthasar Rath                                   | Zentrum                                          |                                                  |
| Rheinprovinz – Regierungsbezirk Koblenz               |                                                                                     |                                                  |                                                  |                                                  |
| 1                                                     | Wetzlar, Altenkirchen                                                               | Heinrich Kraemer                                 | NLP                                              |                                                  |
| 2                                                     | Neuwied                                                                             | Hermann Joseph Bender                            | Zentrum                                          |                                                  |
| 3                                                     | Koblenz, St. Goar                                                                   | Georg Wellstein                                  | Zentrum                                          |                                                  |
| 4                                                     | Kreuznach, Simmern                                                                  | Ludwig von Cuny                                  | NLP                                              |                                                  |
| 5                                                     | Mayen, Ahrweiler                                                                    | Peter Wallenborn                                 | Zentrum                                          |                                                  |
| 6                                                     | Adenau, Cochem, Zell                                                                | Andreas von Grand-Ry                             | Zentrum                                          |                                                  |
| Rheinprovinz – Regierungsbezirk Trier                 |                                                                                     |                                                  |                                                  |                                                  |
| 1                                                     | Daun, Bitburg, Prüm                                                                 | Wilhelm Broekmann                                | Zentrum                                          |                                                  |
| 2                                                     | Wittlich, Bernkastel                                                                | Christian Dieden                                 | Zentrum                                          |                                                  |
| 3                                                     | Trier                                                                               | Victor Rintelen                                  | Zentrum                                          |                                                  |
| 4                                                     | Saarlouis, Merzig, Saarburg                                                         | Hermann Roeren                                   | Zentrum                                          |                                                  |
| 5                                                     | Saarbrücken                                                                         | Heinrich Boltz                                   | NLP                                              |                                                  |
| 6                                                     | Ottweiler, St. Wendel, Meisenheim                                                   | Carl Ferdinand von Stumm-Halberg                 | DRP                                              |                                                  |
| Rheinprovinz – Regierungsbezirk Aachen                |                                                                                     |                                                  |                                                  |                                                  |
| 1                                                     | Schleiden, Malmedy, Montjoie                                                        | Franz von Arenberg                               | Zentrum                                          |                                                  |
| 2                                                     | Eupen, Aachen-Land                                                                  | Georg Dasbach                                    | Zentrum                                          |                                                  |
| 3                                                     | Aachen-Stadt                                                                        | Philipp Hille                                    | Zentrum                                          |                                                  |
| 4                                                     | Düren, Jülich                                                                       | Alfred von Hompesch                              | Zentrum                                          |                                                  |
| 5                                                     | Geilenkirchen, Heinsberg, Erkelenz                                                  | Anton Opfergelt                                  | Zentrum                                          |                                                  |
| Hohenzollernsche Lande – Regierungsbezirk Sigmaringen |                                                                                     |                                                  |                                                  |                                                  |
| 1                                                     | Sigmaringen, Hechingen                                                              | Lambert Bumiller                                 | Zentrum                                          |                                                  |

### Bayern
| Königreich Bayern | Königreich Bayern                                                                                            | Königreich Bayern      | Königreich Bayern  | Königreich Bayern |
| Oberbayern        | Oberbayern                                                                                                   | Oberbayern             | Oberbayern         | Oberbayern        |
| ----------------- | --- | ---------------------- | ------------------ | ----------------- |
| 1                 | München I (Altstadt, Lehel, Maxvorstadt)                                                                     | Johann Schwarz         | unbestimmt liberal |                   |
| 2                 | München II (Isarvorstadt, Ludwigsvorstadt, Au, Haidhausen, Giesing), München-Land, Starnberg, Wolfratshausen | Georg von Vollmar      | SPD                |                   |
| 3                 | Aichach, Friedberg, Dachau, Schrobenhausen                                                                   | Franz Beck             | Zentrum            |                   |
| 4                 | Ingolstadt, Freising, Pfaffenhofen                                                                           | Josef Aichbichler      | Zentrum            |                   |
| 5                 | Wasserburg, Erding, Mühldorf                                                                                 | Josef Lanzinger        | BB                 |                   |
| 6                 | Weilheim, Werdenfels, Bruck, Landsberg, Schongau                                                             | Klemens von Thünefeld  | Zentrum            |                   |
| 7                 | Rosenheim, Ebersberg, Miesbach, Tölz                                                                         | Balthasar Ranner       | Zentrum            |                   |
| 8                 | Traunstein, Laufen, Berchtesgaden, Altötting                                                                 | Anton Lehemeir         | Zentrum            |                   |
| Niederbayern      | |                        |                    |                   |
| 1                 | Landshut, Dingolfing, Vilsbiburg                                                                             | Michael Mayer          | Zentrum            |                   |
| 2                 | Straubing, Bogen, Landau, Vilshofen                                                                          | Franz Xaver Eßlinger   | BB                 |                   |
| 3                 | Passau, Wegscheid, Wolfstein, Grafenau                                                                       | Franz Seraph Pichler   | Zentrum            |                   |
| 4                 | Pfarrkirchen, Eggenfelden, Griesbach                                                                         | Benedikt Bachmeier     | BB                 |                   |
| 5                 | Deggendorf, Regen, Viechtach, Kötzting                                                                       | Georg Ratzinger        | BB                 |                   |
| 6                 | Kelheim, Rottenburg, Mallersdorf                                                                             | Josef Aigner           | Zentrum            |                   |
| Pfalz             | |                        |                    |                   |
| 1                 | Speyer, Ludwigshafen am Rhein, Frankenthal                                                                   | Franz Josef Ehrhart    | SPD                |                   |
| 2                 | Landau, Neustadt an der Haardt                                                                               | Andreas Deinhard       | NLP                |                   |
| 3                 | Germersheim, Bergzabern                                                                                      | Carl Gander            | NLP                |                   |
| 4                 | Zweibrücken, Pirmasens                                                                                       | Louis Leinenweber      | NLP                |                   |
| 5                 | Homburg, Kusel                                                                                               | Georg Fitz             | NLP                |                   |
| 6                 | Kaiserslautern, Kirchheimbolanden                                                                            | Gustav Roesicke        | BdL                |                   |
| Oberpfalz         | |                        |                    |                   |
| 1                 | Regensburg, Burglengenfeld, Stadtamhof                                                                       | Karl Ritter von Lama   | Zentrum            |                   |
| 2                 | Amberg, Nabburg, Sulzbach, Eschenbach                                                                        | Franz Xaver Lerno      | Zentrum            |                   |
| 3                 | Neumarkt, Velburg, Hemau                                                                                     | Anton Kohl             | Zentrum            |                   |
| 4                 | Neunburg, Waldmünchen, Cham, Roding                                                                          | Josef Witzlsperger     | Zentrum            |                   |
| 5                 | Neustadt a. d. Waldnaab, Vohenstrauß, Tirschenreuth                                                          | Georg Heim             | Zentrum            |                   |
| Oberfranken       | |                        |                    |                   |
| 1                 | Hof, Naila, Rehau, Münchberg                                                                                 | Walther Münch-Ferber   | NLP                |                   |
| 2                 | Bayreuth, Wunsiedel, Berneck                                                                                 | Ludwig von Fischer     | NLP                |                   |
| 3                 | Forchheim, Kulmbach, Pegnitz, Ebermannstadt                                                                  | Philipp Bayer          | Zentrum            |                   |
| 4                 | Kronach, Staffelstein, Lichtenfels, Stadtsteinach, Teuschnitz                                                | Philipp Brückner       | Zentrum            |                   |
| 5                 | Bamberg, Höchstadt                                                                                           | Franz Schaedler        | Zentrum            |                   |
| Mittelfranken     | |                        |                    |                   |
| 1                 | Nürnberg | Karl Michael Oertel    | SPD                |                   |
| 2                 | Erlangen, Fürth, Hersbruck                                                                                   | Martin Segitz          | SPD                |                   |
| 3                 | Ansbach, Schwabach, Heilsbronn                                                                               | Simon Eckart           | DtVP               |                   |
| 4                 | Eichstätt, Beilngries, Weissenburg                                                                           | Karl Friedrich Speck   | Zentrum            |                   |
| 5                 | Dinkelsbühl, Gunzenhausen, Feuchtwangen                                                                      | Tobias Nißler          | DKP                |                   |
| 6                 | Rothenburg ob der Tauber, Neustadt an der Aisch                                                              | Leonhard Hilpert       | BB                 |                   |
| Unterfranken      | |                        |                    |                   |
| 1                 | Aschaffenburg, Alzenau, Obernburg, Miltenberg                                                                | Liborius Gerstenberger | Zentrum            |                   |
| 2                 | Kitzingen, Gerolzhofen, Ochsenfurt, Volkach                                                                  | Luitpold Baumann       | Zentrum            |                   |
| 3                 | Lohr, Karlstadt, Hammelburg, Marktheidenfeld, Gemünden                                                       | Franz Werthmann        | Zentrum            |                   |
| 4                 | Neustadt an der Saale, Brückenau, Mellrichstadt, Königshofen, Kissingen                                      | Josef Moritz           | Zentrum            |                   |
| 5                 | Schweinfurt, Haßfurt, Ebern                                                                                  | Nikolaus Holzapfel     | Zentrum            |                   |
| 6                 | Würzburg | Michael Lurz           | Zentrum            |                   |
| Schwaben          | |                        |                    |                   |
| 1                 | Augsburg, Wertingen                                                                                          | August Wörle           | Zentrum            |                   |
| 2                 | Donauwörth, Nördlingen, Neuburg                                                                              | Melchior Weißenhagen   | Zentrum            |                   |
| 3                 | Dillingen, Günzburg, Zusmarshausen                                                                           | Eugen Jäger            | Zentrum            |                   |
| 4                 | Illertissen, Neu-Ulm, Memmingen, Krumbach                                                                    | Georg von Hertling     | Zentrum            |                   |
| 5                 | Kaufbeuren, Mindelheim, Oberdorf, Füssen                                                                     | Karl Linder            | Zentrum            |                   |
| 6                 | Immenstadt, Sonthofen, Kempten (Allgäu), Lindau                                                              | Alois Schmid           | Zentrum            |                   |

### Sachsen
| Königreich Sachsen | Königreich Sachsen                          | Königreich Sachsen                 | Königreich Sachsen | Königreich Sachsen |
| ------------------ | ------------------------------------------- | ---------------------------------- | ------------------ | ------------------ |
| 1                  | Zittau                                      | Edmund Fischer                     | SPD                |                    |
| 2                  | Löbau                                       | Carl Adalbert Förster              | DKP                |                    |
| 3                  | Bautzen, Kamenz, Bischofswerda              | Heinrich Gräfe                     | Antisemiten (DSRP) |                    |
| 4                  | Dresden rechts der Elbe, Radeberg, Radeburg | August Kaden                       | SPD                |                    |
| 5                  | Dresden links der Elbe                      | Georg Gradnauer                    | SPD                |                    |
| 6                  | Dresden-Land links der Elbe, Dippoldiswalde | Georg Horn                         | SPD                |                    |
| 7                  | Meißen, Großenhain, Riesa                   | Gustav Gäbel                       | Antisemiten (DSRP) |                    |
| 8                  | Pirna, Sebnitz                              | Carl Friedrich Lotze               | Antisemiten (DSRP) |                    |
| 9                  | Freiberg, Hainichen                         | Georg Oertel                       | DKP                |                    |
| 10                 | Döbeln, Nossen, Leisnig                     | Adolf Lehr                         | NLP                |                    |
| 11                 | Oschatz, Wurzen, Grimma                     | Friedrich Wilhelm Hauffe           | DKP                |                    |
| 12                 | Leipzig-Stadt                               | Ernst Hasse                        | NLP                |                    |
| 13                 | Leipzig-Land, Taucha, Markranstädt, Zwenkau | Friedrich Geyer                    | SPD                |                    |
| 14                 | Borna, Geithain, Rochlitz                   | Arnold Woldemar von Frege-Weltzien | DKP                |                    |
| 15                 | Mittweida, Frankenberg, Augustusburg        | Friedrich Uhlemann                 | NLP                |                    |
| 16                 | Chemnitz                                    | Max Schippel                       | SPD                |                    |
| 17                 | Glauchau, Meerane, Hohenstein-Ernstthal     | Ignaz Auer                         | SPD                |                    |
| 18                 | Zwickau, Crimmitschau, Werdau               | Karl Wilhelm Stolle                | SPD                |                    |
| 19                 | Stollberg, Schneeberg                       | Julius Seifert                     | SPD                |                    |
| 20                 | Marienberg, Zschopau                        | Emil Rosenow                       | SPD                |                    |
| 21                 | Annaberg, Schwarzenberg, Johanngeorgenstadt | Arthur Esche                       | NLP                |                    |
| 22                 | Auerbach, Reichenbach                       | Franz Hofmann                      | SPD                |                    |
| 23                 | Plauen, Oelsnitz, Klingenthal               | Wilhelm Zeidler                    | DKP                |                    |

### Württemberg
| Königreich Württemberg | Königreich Württemberg                        | Königreich Württemberg | Königreich Württemberg | Königreich Württemberg |
| ---------------------- | --------------------------------------------- | ---------------------- | ---------------------- | ---------------------- |
| 1                      | Stuttgart                                     | Karl Kloß              | SPD                    |                        |
| 2                      | Cannstatt, Ludwigsburg, Marbach, Waiblingen   | Johannes von Hieber    | NLP                    |                        |
| 3                      | Heilbronn, Besigheim, Brackenheim, Neckarsulm | Paul Hegelmaier        | DRP                    |                        |
| 4                      | Böblingen, Vaihingen, Leonberg, Maulbronn     | Friedrich Haußmann     | DtVP                   |                        |
| 5                      | Esslingen, Nürtingen, Kirchheim, Urach        | Hermann Brodbeck       | DtVP                   |                        |
| 6                      | Reutlingen, Tübingen, Rottenburg              | Friedrich von Payer    | DtVP                   |                        |
| 7                      | Nagold, Calw, Neuenbürg, Herrenberg           | Friedrich Schrempf     | DKP                    |                        |
| 8                      | Freudenstadt, Horb, Oberndorf, Sulz           | Peter Mauser           | NLP                    |                        |
| 9                      | Balingen, Rottweil, Spaichingen, Tuttlingen   | Conrad Haußmann        | DtVP                   |                        |
| 10                     | Gmünd, Göppingen, Welzheim, Schorndorf        | Theodor Kettner        | NLP                    |                        |
| 11                     | Hall, Backnang, Öhringen, Weinsberg           | Leonhard Hoffmann      | DtVP                   |                        |
| 12                     | Gerabronn, Crailsheim, Mergentheim, Künzelsau | Wilhelm Augst          | DtVP                   |                        |
| 13                     | Aalen, Gaildorf, Neresheim, Ellwangen         | Theodor Hofmann        | Zentrum                |                        |
| 14                     | Ulm, Heidenheim, Geislingen                   | Hans Haehnle           | DtVP                   |                        |
| 15                     | Ehingen, Blaubeuren, Laupheim, Münsingen      | Adolf Gröber           | Zentrum                |                        |
| 16                     | Biberach, Leutkirch, Waldsee, Wangen          | Gebhard Braun          | Zentrum                |                        |
| 17                     | Ravensburg, Tettnang, Saulgau, Riedlingen     | Alfred Rembold         | Zentrum                |                        |

### Baden
| Großherzogtum Baden | Großherzogtum Baden                          | Großherzogtum Baden         | Großherzogtum Baden | Großherzogtum Baden |
| ------------------- | -------------------------------------------- | --------------------------- | ------------------- | ------------------- |
| 1                   | Konstanz, Überlingen, Stockach               | Friedrich Hug               | Zentrum             |                     |
| 2                   | Donaueschingen, Villingen                    | Friedrich Faller            | NLP                 |                     |
| 3                   | Waldshut, Säckingen, Neustadt im Schwarzwald | Joseph Schuler              | Zentrum             |                     |
| 4                   | Lörrach, Müllheim                            | Ernst Blankenhorn           | NLP                 |                     |
| 5                   | Freiburg, Emmendingen                        | Ludwig Marbe                | Zentrum             |                     |
| 6                   | Lahr, Wolfach                                | Friedrich Schaettgen        | Zentrum             |                     |
| 7                   | Offenburg, Kehl                              | Maximilian Wilhelm Reichert | Zentrum             |                     |
| 8                   | Rastatt, Bühl, Baden-Baden                   | Franz Xaver Lender          | Zentrum             |                     |
| 9                   | Pforzheim, Ettlingen                         | Alfred Agster               | SPD                 |                     |
| 10                  | Karlsruhe, Bruchsal                          | Adolf Geck                  | SPD                 |                     |
| 11                  | Mannheim                                     | August Dreesbach            | SPD                 |                     |
| 12                  | Heidelberg, Mosbach                          | Anton Josef Beck            | NLP                 |                     |
| 13                  | Bretten, Sinsheim                            | Carl Lucke                  | BdL                 |                     |
| 14                  | Tauberbischofsheim, Buchen                   | Johann Anton Zehnter        | Zentrum             |                     |

### Hessen
| Großherzogtum Hessen | Großherzogtum Hessen                               | Großherzogtum Hessen             | Großherzogtum Hessen | Großherzogtum Hessen |
| -------------------- | -------------------------------------------------- | -------------------------------- | -------------------- | -------------------- |
| 1                    | Gießen, Grünberg, Nidda                            | Philipp Köhler                   | Antisemiten (DSRP)   |                      |
| 2                    | Friedberg, Büdingen, Vilbel                        | Waldemar von Oriola              | NLP                  |                      |
| 3                    | Lauterbach, Alsfeld, Schotten                      | Friedrich Bindewald              | Antisemiten (DSRP)   |                      |
| 4                    | Darmstadt, Groß-Gerau                              | Balthasar Cramer                 | SPD                  |                      |
| 5                    | Offenbach, Dieburg                                 | Carl Ulrich                      | SPD                  |                      |
| 6                    | Erbach, Bensheim, Lindenfels, Neustadt im Odenwald | Wilhelm Haas                     | NLP                  |                      |
| 7                    | Worms, Heppenheim, Wimpfen                         | Cornelius von Heyl zu Herrnsheim | NLP                  |                      |
| 8                    | Bingen, Alzey                                      | Reinhart Schmidt                 | FVp                  |                      |
| 9                    | Mainz, Oppenheim                                   | Adam Schmitt                     | Zentrum              |                      |

### Kleinstaaten
| Großherzogtum Mecklenburg-Schwerin    | Großherzogtum Mecklenburg-Schwerin                                | Großherzogtum Mecklenburg-Schwerin | Großherzogtum Mecklenburg-Schwerin | Großherzogtum Mecklenburg-Schwerin |
| ------------------------------------- | ----------------------------------------------------------------- | ---------------------------------- | ---------------------------------- | ---------------------------------- |
| 1                                     | Hagenow, Grevesmühlen                                             | Meno Rettich                       | DKP                                |                                    |
| 2                                     | Schwerin, Wismar                                                  | Otto Büsing                        | NLP                                |                                    |
| 3                                     | Parchim, Ludwigslust                                              | Hermann Pachnicke                  | FVg                                |                                    |
| 4                                     | Waren, Malchin                                                    | Ludolf von Maltzan                 | DKP                                |                                    |
| 5                                     | Rostock, Doberan                                                  | Joseph Herzfeld                    | SPD                                |                                    |
| 6                                     | Güstrow, Ribnitz                                                  | Carl von Treuenfels                | DKP                                |                                    |
| Großherzogtum Sachsen-Weimar-Eisenach |                                                                   |                                    |                                    |                                    |
| 1                                     | Weimar, Apolda                                                    | August Baudert                     | SPD                                |                                    |
| 2                                     | Eisenach, Dermbach                                                | Wilhelm Casselmann                 | FVp                                |                                    |
| 3                                     | Jena, Neustadt an der Orla                                        | Ernst Bassermann                   | NLP                                |                                    |
| Großherzogtum Mecklenburg-Strelitz    |                                                                   |                                    |                                    |                                    |
| 1                                     | Neustrelitz, Neubrandenburg, Schönberg                            | Rudolf Nauck                       | DRP                                |                                    |
| Großherzogtum Oldenburg               |                                                                   |                                    |                                    |                                    |
| 1                                     | Oldenburg, Eutin, Birkenfeld                                      | Carl Bargmann                      | FVp                                |                                    |
| 2                                     | Jever, Brake, Westerstede, Varel, Elsfleth, Landwürden            | Albert Traeger                     | FVp                                |                                    |
| 3                                     | Vechta, Delmenhorst, Cloppenburg, Wildeshausen, Berne, Friesoythe | Ferdinand Heribert von Galen       | Zentrum                            |                                    |
| Herzogtum Braunschweig                |                                                                   |                                    |                                    |                                    |
| 1                                     | Braunschweig, Blankenburg                                         | Wilhelm Blos                       | SPD                                |                                    |
| 2                                     | Helmstedt, Wolfenbüttel                                           | Fritz von Kaufmann                 | NLP                                |                                    |
| 3                                     | Holzminden, Gandersheim                                           | Richard Calwer                     | SPD                                |                                    |
| Herzogtum Sachsen-Meiningen           |                                                                   |                                    |                                    |                                    |
| 1                                     | Meiningen, Hildburghausen                                         | Ernst Müller                       | FVp                                |                                    |
| 2                                     | Sonneberg, Saalfeld                                               | Hermann Reißhaus                   | SPD                                |                                    |
| Herzogtum Sachsen-Altenburg           |                                                                   |                                    |                                    |                                    |
| 1                                     | Altenburg, Roda                                                   | Hermann von Bloedau                | BdL                                |                                    |
| Herzogtum Sachsen-Coburg-Gotha        |                                                                   |                                    |                                    |                                    |
| 1                                     | Coburg                                                            | Hermann Beckh                      | FVp                                |                                    |
| 2                                     | Gotha                                                             | Wilhelm Bock                       | SPD                                |                                    |
| Herzogtum Anhalt                      |                                                                   |                                    |                                    |                                    |
| 1                                     | Dessau, Zerbst                                                    | Richard Roesicke                   | unbestimmt liberal                 |                                    |
| 2                                     | Bernburg, Köthen, Ballenstedt                                     | Adolf Albrecht                     | SPD                                |                                    |
| Fürstentum Schwarzburg-Rudolstadt     |                                                                   |                                    |                                    |                                    |
| 1                                     | Königsee, Frankenhausen                                           | Eduard Müller                      | NLP                                |                                    |
| Fürstentum Schwarzburg-Sondershausen  |                                                                   |                                    |                                    |                                    |
| 1                                     | Sondershausen, Arnstadt, Gehren, Ebeleben                         | Carl Boerner                       | NLP                                |                                    |
| Fürstentum Waldeck-Pyrmont            |                                                                   |                                    |                                    |                                    |
| 1                                     | Waldeck, Pyrmont                                                  | Julius Conrad Müller               | Antisemiten (DSRP)                 |                                    |
| Fürstentum Reuß älterer Linie         |                                                                   |                                    |                                    |                                    |
| 1                                     | Greiz, Burgk                                                      | Karl Hermann Förster               | SPD                                |                                    |
| Fürstentum Reuß jüngerer Linie        |                                                                   |                                    |                                    |                                    |
| 1                                     | Gera, Schleiz                                                     | Emanuel Wurm                       | SPD                                |                                    |
| Fürstentum Schaumburg-Lippe           |                                                                   |                                    |                                    |                                    |
| 1                                     | Bückeburg, Stadthagen                                             | Albert Biesantz                    | FVp                                |                                    |
| Fürstentum Lippe                      |                                                                   |                                    |                                    |                                    |
| 1                                     | Detmold, Lemgo                                                    | Wilhelm Meier-Jobst                | FVp                                |                                    |
| Hansestadt Lübeck                     |                                                                   |                                    |                                    |                                    |
| 1                                     | Lübeck                                                            | Theodor Schwartz                   | SPD                                |                                    |
| Freie Hansestadt Bremen               |                                                                   |                                    |                                    |                                    |
| 1                                     | Bremen, Bremerhaven                                               | Hermann Frese                      | FVg                                |                                    |
| Freie und Hansestadt Hamburg          |                                                                   |                                    |                                    |                                    |
| 1                                     | Neustadt, St. Pauli                                               | August Bebel                       | SPD                                |                                    |
| 2                                     | Altstadt, St. Georg, Hammerbrook                                  | Johann Heinrich Wilhelm Dietz      | SPD                                |                                    |
| 3                                     | Vororte und Landherrenschaften                                    | Wilhelm Metzger                    | SPD                                |                                    |

### Elsaß-Lothringen
Die parteipolitische Zuordnung der Abgeordneten folgt den Ausführungen von Hermann Hiery sowie C.-W. Reibel.
| Reichsland Elsaß-Lothringen | Reichsland Elsaß-Lothringen | Reichsland Elsaß-Lothringen            | Reichsland Elsaß-Lothringen                | Reichsland Elsaß-Lothringen |
| --------------------------- | --------------------------- | -------------------------------------- | ------------------------------------------ | --------------------------- |
| 1                           | Altkirch, Thann             | Landolin Winterer                      | Individualkandidat d. polit. Katholizismus |                             |
| 2                           | Mülhausen                   | Fernand Bueb                           | SPD                                        |                             |
| 3                           | Colmar                      | Jacques Preiß                          | Individualkandidat d. polit. Katholizismus |                             |
| 4                           | Gebweiler                   | Alphons Roellinger                     | Individualkandidat d. polit. Katholizismus |                             |
| 5                           | Rappoltsweiler              | Emile Wetterlé                         | Individualkandidat d. polit. Katholizismus |                             |
| 6                           | Schlettstadt                | Ignaz Spies                            | Individualkandidat d. polit. Katholizismus |                             |
| 7                           | Molsheim, Erstein           | Nicolaus Delsor                        | Individualkandidat d. polit. Katholizismus |                             |
| 8                           | Straßburg-Stadt             | Adolf Riff                             | FVg                                        |                             |
| 9                           | Straßburg-Land              | Karl Hauss                             | Katholische Volkspartei                    |                             |
| 10                          | Hagenau, Weißenburg         | Alexander zu Hohenlohe-Schillingsfürst | DKP                                        |                             |
| 11                          | Zabern                      | Johannes Hoeffel                       | DRP                                        |                             |
| 12                          | Saargemünd, Forbach         | Franz de Schmid                        | DKP                                        |                             |
| 13                          | Bolchen, Diedenhofen        | Peter Merot                            | Lothringer Block                           |                             |
| 14                          | Metz                        | Louis Pierson                          | Lothringer Block                           |                             |
| 15                          | Saarburg, Château-Salins    | Peter Küchly                           | Individualkandidat d. polit. Katholizismus |                             |

## Die Fraktionen des 10.Reichstags
Im 10. Reichstag schlossen sich mehrere Abgeordnete nicht der Fraktion ihrer eigentlichen Partei an, sondern blieben fraktionslos. Die DHP-Abgeordneten traten zum Teil der Zentrumsfraktion bei. Zu Beginn der 10. Legislaturperiode besaßen die Reichstagsfraktionen die folgende Stärke:
| Zentrum                     | 106 |
| Sozialdemokraten            | 56  |
| Deutschkonservative         | 52  |
| Nationalliberale            | 48  |
| Freisinnige Volkspartei     | 29  |
| Deutsche Reichspartei       | 22  |
| Polen                       | 14  |
| Freisinnige Vereinigung     | 13  |
| Deutschsoziale Reformpartei | 10  |
| Deutsche Volkspartei        | 8   |
| Fraktionslose               | 39  |

Im weiteren Verlauf der Legislaturperiode änderte sich aufgrund von Nachwahlen und Fraktionswechseln mehrfach die Stärke der einzelnen Fraktionen.